# علم الأفعال
علم الأفعال
في علم الاجتماع

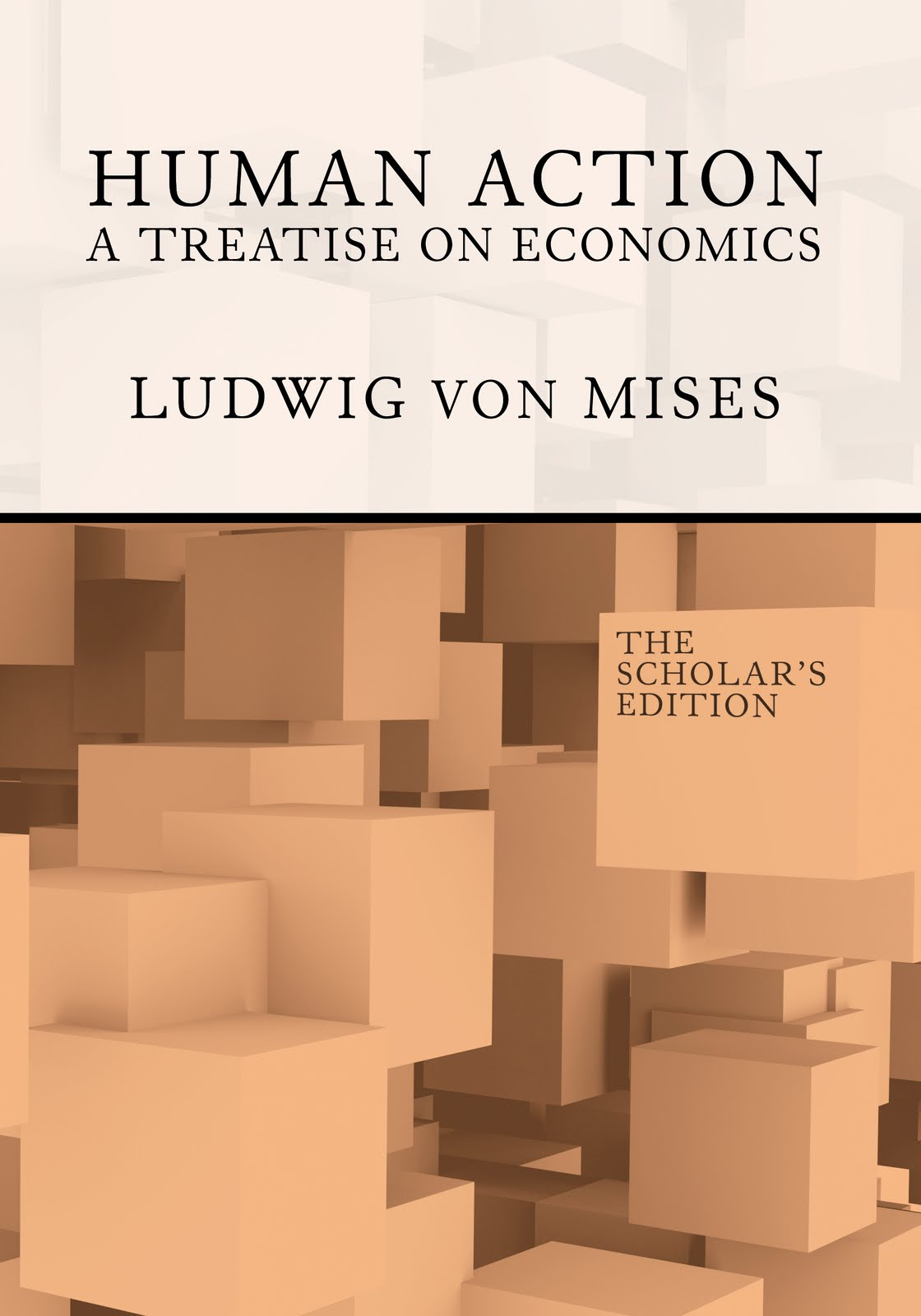

عبارة عن مبحث الأفعال الإنسانية الإرادية وبقيد الإنسانية تخرج الأفعال المنسوبة إلى سائر المخلوقات القادرة على الفعل وبالإرادية تخرج الانفعالات مثل العطس.

والفعل في اللغة هو الحدث المقترن بزمن.